# گمینا اوبرازوو
گمینا اوبرازوو (به لهستانی:  Gmina Obrazów) یک گمینا در لهستان است که در شهرستان ساندومیژ واقع شده‌است. گمینا اوبرازوو ۷۱٫۸۶ کیلومتر مربع مساحت و ۶٬۵۹۱ نفر جمعیت دارد.